# Nineta Popa
Nineta Popa (n. 19 iulie 1959, Boișoara, Vâlcea) este o interpretă de muzică populară. Ea s-a născut în Țara Loviștei, în comuna Boișoara, într-o familie cu patru copii. A absolvit cursurile Facultății de Muzica. 
Cariera de cântăreață și-a început-o după terminarea liceului, la Uzina „Independența” Sibiu.
În anul 1989, ansamblurile folclorice „Cindrelul” și „Junii Sibiului” s-au reînființat și a fost primită în rândurile lor ca interpret. Cu ajutorul lor și alături de Mircea Marcoș, răposatul Dumitru Giurcă și Maria Lia Bologa a scos primul CD. După aproximativ trei ani a realizat al doilea CD cu titlul „Bună ziua, maică bună”, iar următorul CD s-a numit „Sunt fată din Boișoara”. În anul 2008 a realizat al 3-lea album.
A colaborat cu Orchestra „Vâlceanca” din Râmnicu-Vâlcea, Teatrul „Al. Davila” din Pitești și Orchestra „Doina Argeșului”.

## Discografie
- Badea cu căciula sură
- Bună ziua, maică bună
- De la stâna din Bătrâna
- Dragu-mi-i s-aud cântând
- Trec zilele omului

1. ↑  doina (9 iunie 2019). „„Dragu mi-i s-aud cantand" – concert folcloric aniversar NINETA POPA IONESCU la Sala Radio –”. Sala Radio. Accesat în 3 martie 2025.